# Marzio Conti
Marzio Conti (Florencia, 22 de mayo de 1960) es un director de orquesta y flautista italiano.

## Biografía
Comienza su carrera como flautista debutando en el Festival de Salzburgo a la edad de veinte años con "I Solisti Veneti". 
Ha sido considerado a nivel internacional como uno de los exponentes de la flauta de su generación, tocando, grabando e impartiendo clases para las más importantes instituciones a nivel internacional.
Decide dejar su actividad concertística a mitad de los años noventa para dedicarse enteramente a la dirección de orquesta. 
Alumno de Piero Bellugi, Marzio Conti comenzó muy pronto a ser nombrado director titular en varias orquestas italianas y del extranjero, y desde entonces ha venido desarrollando una actividad que lo lleva constantemente a dirigir prestigiosas orquestas y teatros en todo el mundo, variando del repertorio sinfónico al operístico; es muy habitual también su colaboración con las más importantes compañías de ballet.
Son numerosas sus grabaciones para algunos de los mejores sellos discográficos internacionales. Activo en la divulgación y promoción de los diversos aspectos de la música culta, Marzio Conti ha formado parte con frecuencia de programas de televisión y radio, promoviendo, además del repertorio sinfónico tradicional y el operístico, la música contemporánea con participaciones en importantes retransmisiones internacionales.
Desde el comienzo de su carrera como director, Marzio Conti siempre ha ocupado cargos como director titular y artístico en varias orquesta italianas y extranjeras.
Su último cargo ha sido como director titular en España de Oviedo Filarmonía desde 2011 hasta 2017, recibiendo grandes premios incluyendo la prestigiosa Medalla de Oro Auditorio de Oviedo, considerado el máximo reconocimiento artístico de la ciudad; entre otras cosas en los últimos anos ha sido varias veces Jurado de las Artes en los Princesa de Premios de Asturias. En su carrera ha tocado, dirigido y grabado con algunos de los máximos solistas, cantantes, directores de escena, bailarines y coreografos de la escena internacional.
El Sr. Conti ha actuado como director invitado en Italia con la Ópera de Roma, el Teatro Regio di Torino, el Teatro Comunal de Bolonia, el Teatro Massimo de Palermo, la Orquesta Sinfónica Siciliana, el Teatro Donizetti Bergamo, el Teatro di Ravenna, el Teatro Bolzano, el Teatro del Giglio. di Lucca, el Teatro Bellini Catania, el Teatro Verdi Pisa, el Teatro Comunale di Livorno, la Orchestra Regionale Toscana, Orchestra Haydn, Orchestra di Padova e del Veneto y Maggio Musicale Fiorentino Teatro La Fenice Auditorio de la Rai di Torino como solista.
En España ha dirigido la Orquesta de la Comunidad de Madrid, el Teatro de la Zarzuela, la Orquesta Sinfónica de Bilbao, la Orquesta de Tenerife, la Orquesta de Extremadura, la Orquesta de Gran Canaria, la Orquesta de las Baleares, el Teatro Arriaga de Bilbao y la Orquesta de Navarra. También la Orquesta Nacional de Andorra.
En Alemania ha dirigido en Dortmund Staatsoper, Saarbrücken Staatsoper, Dessau Stadtsoper, Monchegladbach Stadtoper y Brandemburger Symphoniker.
En Francia dirigió la Orquesta Regional de Cannes y la Costa Azul, la Orquesta de la Picardía, la Ópera de Marsella y la Orquesta de Aviñón.
Por otra parte dirigió la Orquesta Sinfónica Nacional de Irlanda, la Orquesta Sinfónica Nacional de Corea y la Filarmónica Pusan (Corea), la Orquesta Estatal Nacional de Atenas, el Teatro del Bicentenario (México), el Teatro Nacional de Costa Rica y la Ópera de Río de Janeiro (Brasil), la Orquesta Sinfónica de Porto Alegre y la Orquesta Metropolitana de Lisboa (Portugal), la Orquesta Sinfónica de Haifa (Israel) y la Ópera y Ballet Nacional de Holanda (Holanda).
Ha dirigido sus orquestas en importantes lugares europeos como el Auditorio Nacional de Madrid, el Palacio de la Música de Barcelona, el Parco della Musica de Roma, el Teatro Megaron de Atenas, el Auditorio del Rey David en Tel Aviv, Finlandiatalon de Helsinki, Musikalle de Hamburgo, Teatro en Munich, Queen Elisabeth Hall y Wigmore Hall en Londres como solista.
Entre los solistas notables con los que ha colaborado están Barbara Hendricks, Bryn Terfel, Mariella Devia, Misha Maisky, Midori, Natalia Gutman, Lynn Harrell, Gary Hoffman, Renato Bruson, Rudolph Buchbinder, Katia y Marielle Labeque, Elisso Virssaladze, Leo Nucci, Sabine Mayer Jean-Pierre Rampal, Maurice André, Maurice Bourgue, Max Chamaiou, Brigitte Engerer, Javier De Maistre. Ha trabajado con los bailarines y coreógrafos Carla Fracci, Yuri Grigoróvich, Patrice Bart, Roland Petit, Frederic Flamand, Jean-Christophe Maillot, Alexei Ratmansky; y directores escénicos como Calisto Bieto, Emilio Sagi, La Fura del Baus, Lindsay Kemp, Ugo Gregoretti.
Desde 2014, colabora como director invitado y profesor en Jacob School of Music, Indiana University, Bloomington y es director invitado, desde 2017, del Festival AIMS en Graz.

## Discografía selecta
Conti ha grabado con diversas compañías discográficas:
Naxos:
- Rossini: Il turco in Italia[8]
- Rendine:Passio et Resurrectio[9]
- Rendine: Sinfonías n.º 1 & 2[10]
- Donizetti: La hija del regimiento [11]
- Cimarosa: Il matrimonio segreto

Chandos:
- Nino Rota: "Suite dal balletto "La strada", Sinfonia sopra una canzone d'amore, Ballabili dal Gattopardo
- Nino Rota: Sinfonías
- Nino Rota: Concerti

Classic Produktion Osnabrück:
- Respighi: "La pentola magica", "La sensitiva","Aretusa".
- Respighi:  "La boutique fantasque"; Uccelli.
- G.F. Malipiero integrale.

Brilliant Classics:
- Casella: Concerti.[13]

Real Sound:
- Mozart: Sinfonías n.º 1, 4, 5, 41.
- Debussy, Saint-Saëns, Ravel, Faurè.

Warner Classics:
- Saint-Saëns: Sinfonía n.º 3; Concierto para violín n.º 3.